# Stazione di San Martino di Lupari
Stazione di San Martino di Lupari vasútállomás Olaszországban, Veneto régióban, San Martino di Lupari településen.

## Vasútvonalak
Az állomást az alábbi vasútvonalak érintik:
- Vicenza-Treviso-vasútvonal

## Kapcsolódó állomások
A vasútállomáshoz az alábbi állomások vannak a legközelebb: 
- Stazione di Castelfranco Veneto (Stazione di Treviso Centrale)
- Stazione di Galliera Veneta-Tombolo (Stazione di Vicenza)